# Странзул, Задня, Кедрин
Урочища Стра́нзул, За́дня, Ке́дрин — ботанічний заказник загальнодержавного значення в Україні. Розташований у межах Тячівського району Закарпатської області, на північ від села Німецька Мокра. 
Площа 510 га. Статус присвоєно 1978 року. Перебуває у підпорядкуванні Брадульського лісництва ДП «Мокрянське ЛМГ» (кв.кв. 6, 29, 30, 31, 32) і Плайського лісництва ДП «Брустурянське ЛМГ» (кв. 2).

## Структура
Заказник складається з трьох відокремлених сегментів, що раніше були окремими заповідними урочищами із назвами, що формують сучасну його назву.

### Урочище «Задня»

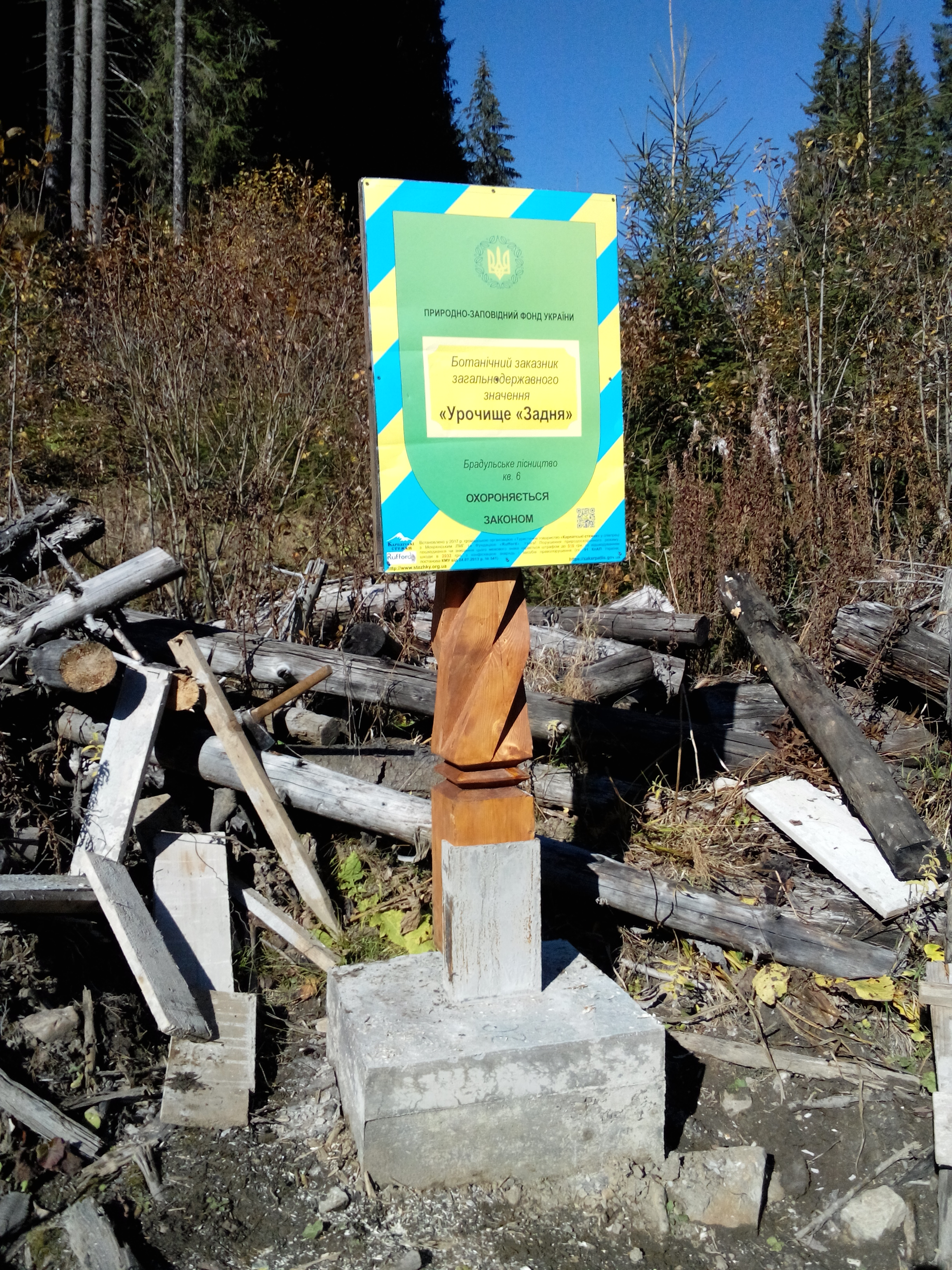
Інформаційно-охоронний аншлаг в ур. Мала Задня

Лежить на південний захід від ландшафтного заказника «Брадульський». Координати: 48°32′30″ пн. ш. 23°52′38″ сх. д., належить до кв. 6 Брадульського лісництва ДП «Мокрянське ЛМГ» (виділи 1-27, 35).

### Урочище «Кедрин»
Розташоване у верхів'ях річки Плайська, на південний схід від гори Кінець Ґорґану. Координати: 48°30′57″ пн. ш. 24°5′50″ сх. д. Належить до Плайського лісництва ДП «Брустурянське ЛМГ» (кв. 2, виділи 10, 11, площа 10 га). 

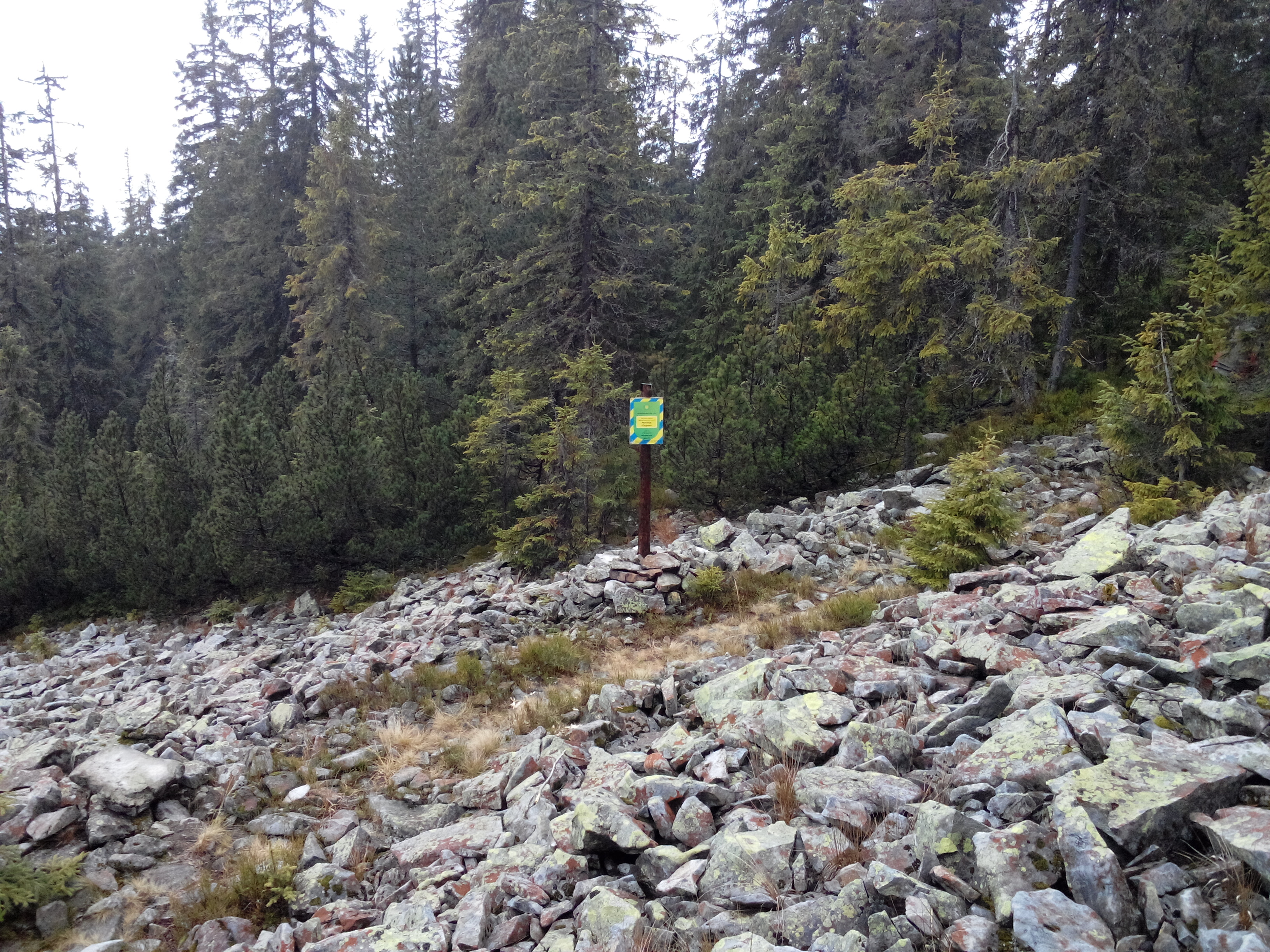
Межовий знак заповідного урочища Кедрин

Колізія з ур. Кедрин/Ґорґан
У справах ДП «Брустурянське ЛМГ» об'єкт ПЗФ по виділах 10/11 кв. 2 Плайського лісництва фігурує як ботанічний заказник загальнодержавного значення «Ґорґан», що затверджений Постановою Ради Міністрів УРСР від 28.10.1978 року № 283. Це також підтверджується актом винесення меж в натурі та погодження земельної ділянки та охоронним зобов'язанням від 06.12.2007 року, картографічними матеріалами Брустурянського ЛМГ, однак вже охоронним зобов'язанням №16/2 від 18.01.2013 року за вказаним розташуванням фігурує заповідна територія в складі заказника «Урочище Задня, Странжул, Кедрин».

### Урочище «Странзул»
Лежить у межиріччі однойменної притоки річки Мокрянка та потоку Молочний на північний захід від гори Странзул (1630 м) і на захід від гори Буштул (1691 м), що у Привододільних Горганах. Координати подані як основні для заказника. Належить до кварталів 29 (виділ 30, 35-44), квартал 30 (9-27), квартал 31 (виділ 1-22), квартал 32 (виділ 4, 12, 13, 33-37). Площа урочища 500 га (включно з урочищем «Задня»).

## Флора і фауна
Охороняються ділянки ялинового та ялиново-ялицевого лісу віком 200–240 років, де зростають баранець звичайний та плавун річковий — рідкісні види, занесені до Червоної книги України. Тваринний світ є характерним для карпатських лісів: олень європейський, ведмідь бурий, сарна європейська, куниця лісова та куниця кам'яна, свиня дика, вивірка лісова; багато різних птахів.

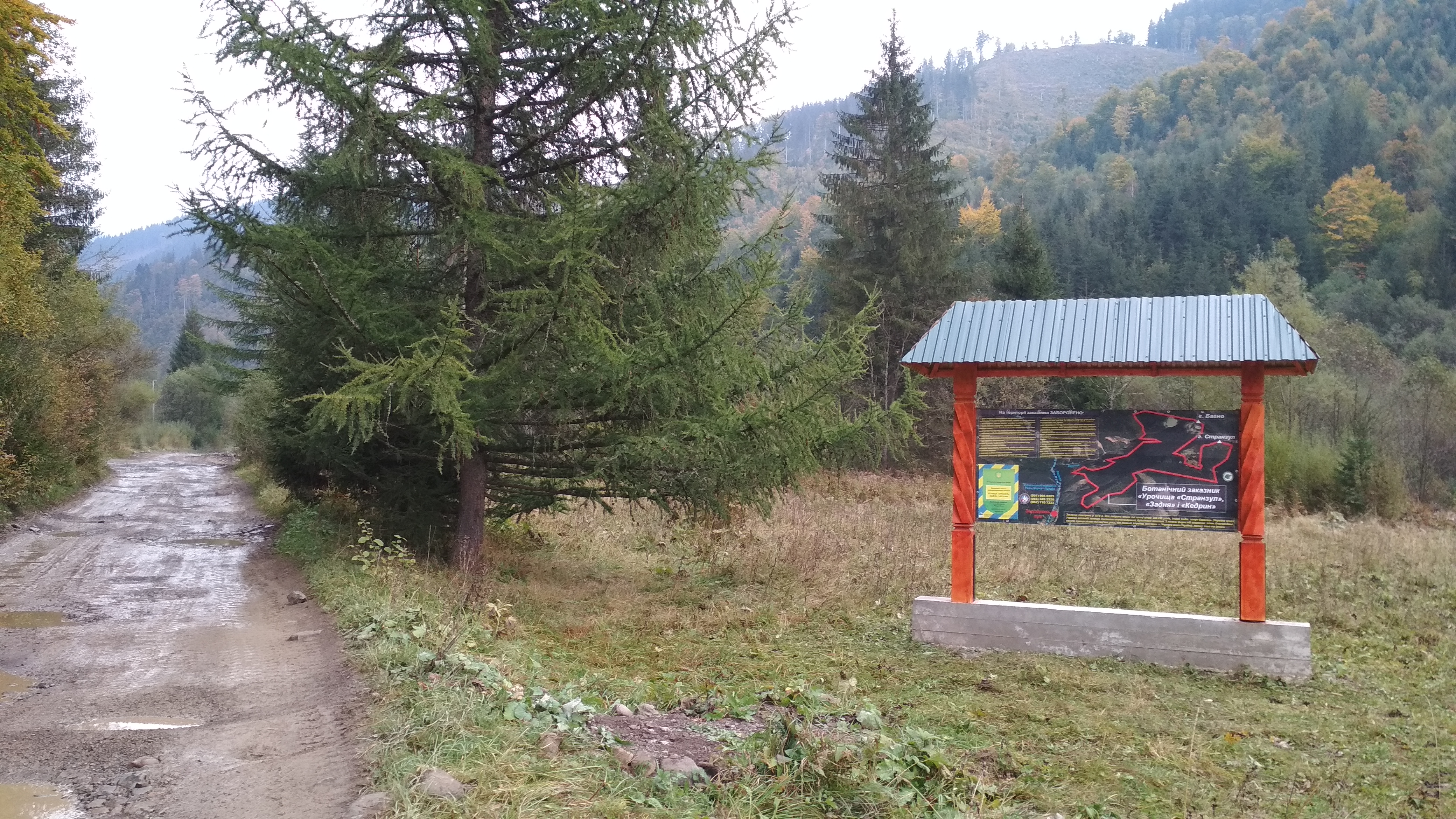
Інформаційно-охоронний стенд для сегмента «Урочище Странжул»

## Виявлені порушення
У заповіднику ведуться масові санітарні та інші рубки, що негативно відбивається на охороні рідкісних видів тварин. Так, з 2002 р. по 2013 р. в заповіднику було вирубано близько 215 га, або 20 % лісової площі. Тільки з 2011 р. по 2013 р. в заповіднику санітарні рубки проводилися на площі 27,7 га, було заготовлено 9966 м³ деревини.

## Догляд за об'єктом ПЗФ

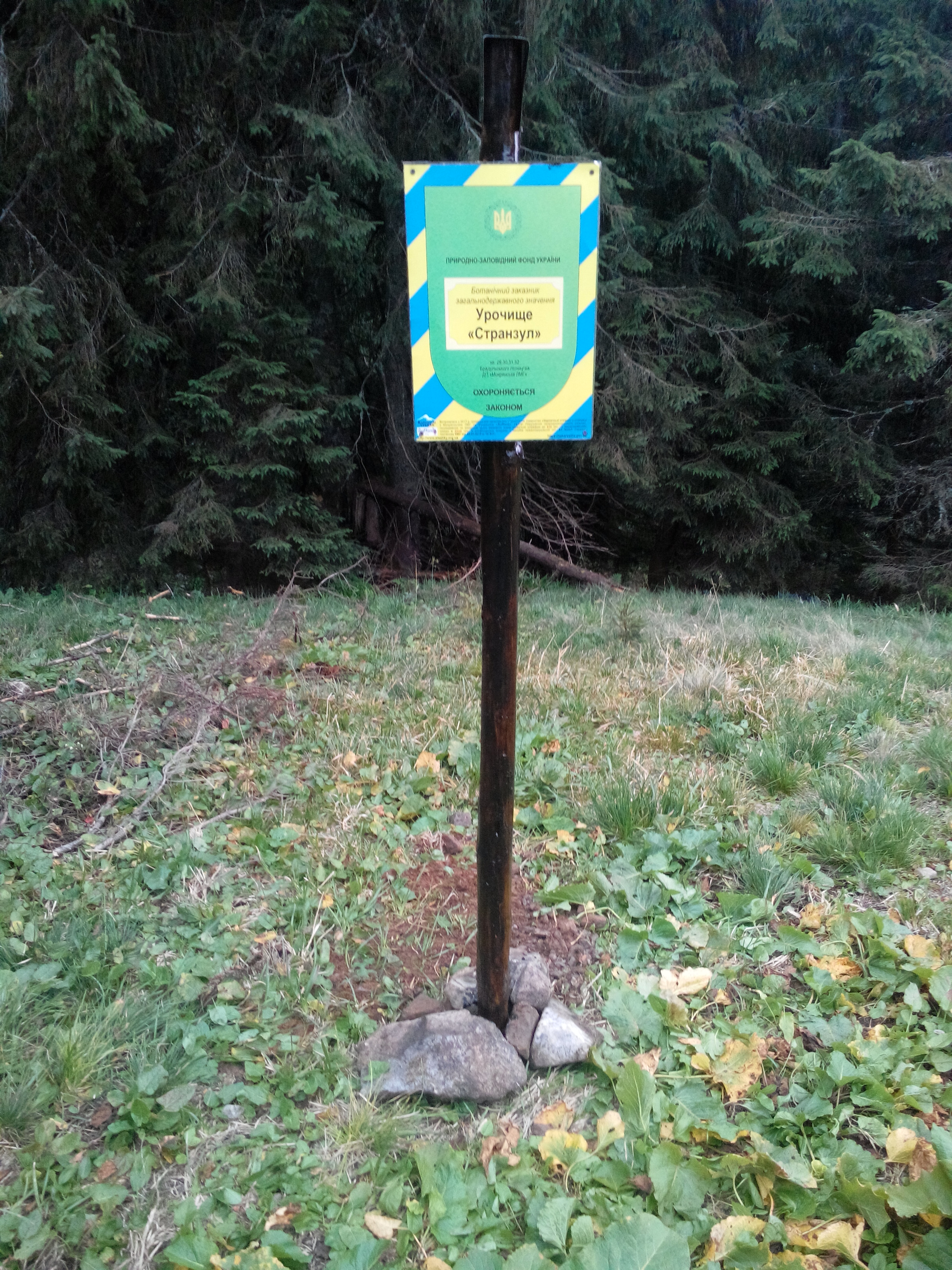
Межовий знак для урочища «Странзул»

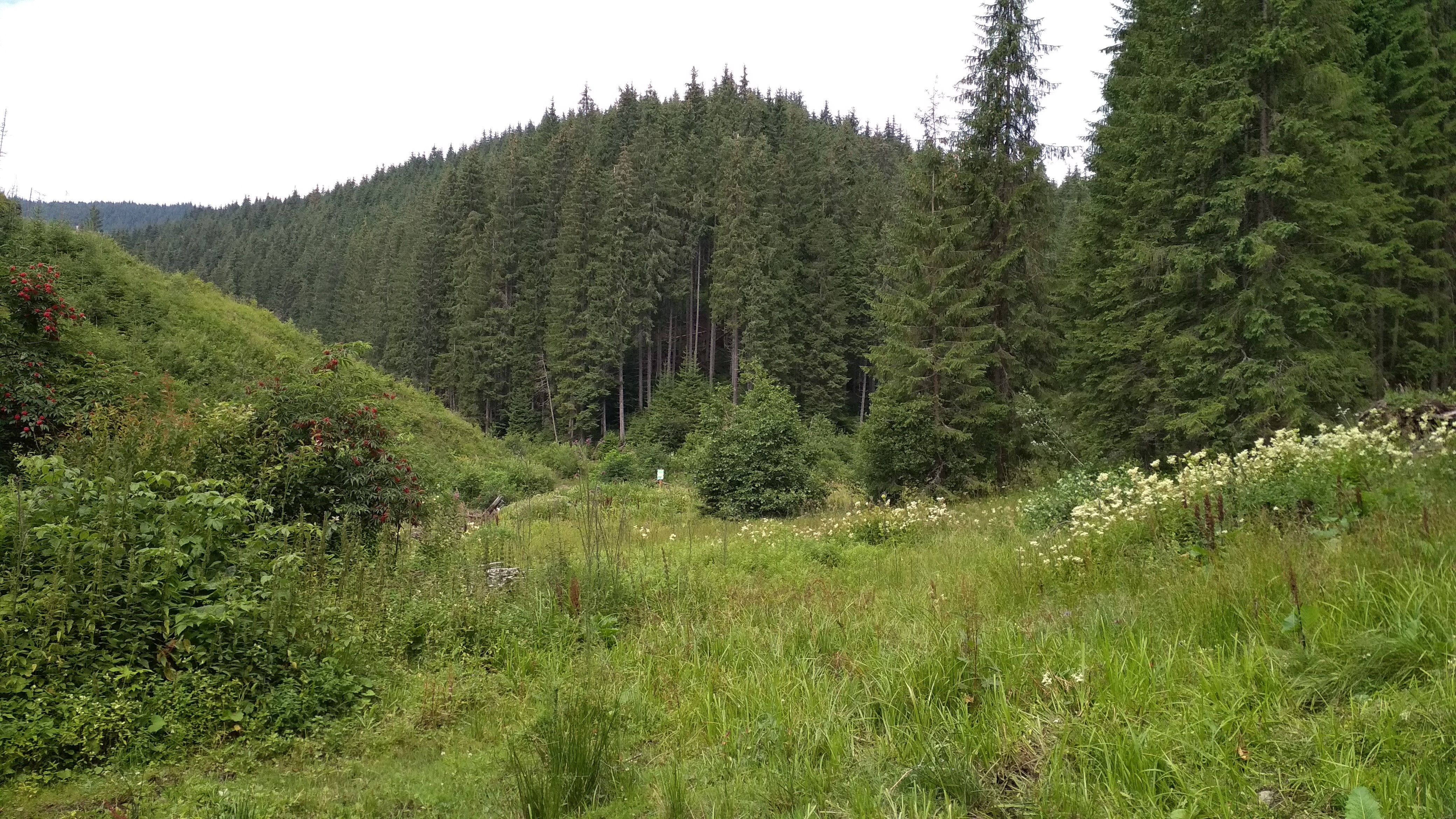
Заповідне урочище «Задня»

Протягом 2017 року у співпраці ДП «Мокрянське ЛМГ», ДП «Брустурянське ЛМГ» та громадської організації «Туристичне товариство «Карпатські стежки» було встановлено межові знаки для урочища «Задня», «Странжул» та «Кедрин». 
В 2018 р. лісівники Брадульського лісництва ДП «Мокрянське ЛМГ» спільно з ГО «Карпатські стежки» встановили інформаційне панно для «Урочище Странжул».